# Domingo Martínez de Irala

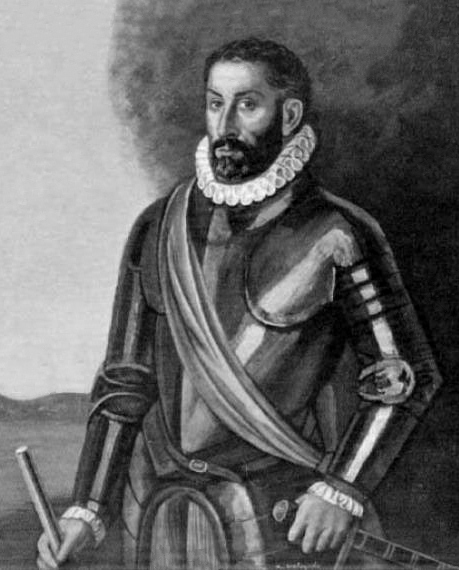
Domingo Martínez de Irala

Aufteilung Südamerikas 1534–1539

Domingo Martínez de Irala (* wohl 1506 in Vergara, Gipuzkoa; † 3. Oktober 1556 in Asunción, Paraguay) gehörte in den Jahren 1535/36 neben Juan de Ayolas und Juan de Salazar y Espinosa zu den führenden Offizieren der Expedition von Pedro de Mendoza y Luján in das Gebiet des Río de la Plata und seiner Hauptzuflüsse (Río Paraná und Río Paraguay). Ab 1539 bekleidete er das Amt des Gouverneurs ad-interim, zusammen mit Juan de Salazar de Espinosa, bis zum Eintreffen des neuen Gouverneurs Álvar Núñez Cabeza de Vaca im Jahre 1542. Nach dessen Sturz und Verbannung im Jahre 1544 leitete Irala die spanische Kolonie im Río-de-la-Plata-Gebiet und Paraguay bis 1548 und ab 1549 bis zur Ernennung zum Gouverneur im Jahre 1555 durch Kaiser Karl V. Er herrschte bis zu seinem Tod unangefochten.

## Biographie
Domingo Martínez de Irala stammte aus einer in Bergara (Vergara) im spanischen Baskenland eingesessenen Hidalgofamilie; seine Eltern waren Martín Pérez de Irala und Marina de Albisua y Toledo. Der Vater, ein königlicher Notar, nennt ihn in seinem 1516 aufgesetzten Testament mit der baskischen Namensform Chomin. Als Ältester von sechs Söhnen sollte er das von seinen Eltern errichtete Majorat erben, das Kaiser Karl am 17. Februar 1521 bestätigte. In einem zweiten, 1529 von beiden Eltern gemeinsam aufgesetzten Testament wurden ihm die Erbgüter der Familie in Vergara bereits lebzeitig übertragen. In den 1530er Jahren schloss sich der standesgemäß gut ausgebildete Gutsherr den zu dieser Zeit boomenden kastilischen Eroberungszügen in die noch unentdeckten Gebiete des Südkontinents der Neuen Welt an.

### Expeditionen in Paraguay, Chaco und Alto Peru (Bolivien)
Die insgesamt etwa 3000 Soldaten, Seeleute und Siedler, mit denen Irala Mitte Januar 1536 unter dem Kommando des vom König ernannten Adelantado Pedro de Mendoza y Luján im Mündungsgebiet des Silberflusses angelangt war, gründeten das Fort Nuestra Señora Santa María del Buen Aire, aus dem später die Stadt Buenos Aires hervorgehen sollte. Am 14. Oktober 1536 begleitete Domingo de Irala seinen Vorgesetzten Juan de Ayolas auf eine von Mendoza angeordnete Expeditionsreise, deren Ziel es u. a. war, einen Verbindungsweg zwischen dem La-Plata-Gebiet und den spanischen Besitzungen in der Provinz Neu-Toledo (Süd-Peru) zu finden. Die Entdecker zogen mit drei Brigantinen den Paraná- und Paraguay-Fluss entlang und errichteten am äußersten nördlichen Punkt ihrer Reise – entweder nahe Corumbá im heutigen Grenzgebiet zwischen Brasilien und Bolivien oder beim nachmaligen Fuerte Olympo, Paraguay – am Flussufer ein kleines Fort mit Namen Puerto de la Candelaria. Nach der Ernennung Iralas zum Platzkommandanten setzte Juan de Ayolas die Reise westwärts durch den Gran Chaco fort. Als Juan de Ayolas zum vereinbarten Zeitpunkt nicht zurückkehrte, gab Irala La Candelaria 1538 temporär auf und die Soldaten zogen sich in das weiter südlich gelegene Puerto Tapua zurück.  Dort traf er Juan de Salazar y Espinosa am 23. Juni  1538. Nach weiteren erfolglosen Bemühungen von Irala und Salazar, den verschollenen Ayolas zu finden, verblieb Irala in Candelaria, da er immer noch hoffte Ayolas aufzufinden. Zwischenzeitlich errichtete  Juan de Salazar das Fort Nuestra Señora Santa María de la Asunción, das im Jahr 1541 die Stadtrechte erhielt. Um das Amt als Erster Bürgermeister (alcalde) der Stadt Asunción stritten sich Irala und Espinosa einerseits Rui Galán andererseits. Aufgrund der Beliebtheit von Domingo de Irala bei Soldaten und Siedlern festigte sich seine Stellung und verfügte 1541 auch die Übersiedlung der Bewohner der seit Pedro de Mendozas Abreise und Tod 1537 führerlosen und häufig von feindlichen Indianern bedrängten Befestigung von Buenos Aires nach Asunción, das damit zum Zentrum der neuen Kolonie im Rio-de-la-Plata-Gebiet avancierte.

### Absetzung von Álvar Núñez Cabeza de Vaca
In Asunción machte sich der 1540 in Spanien ernannte und im März 1542 eingetroffene Adelantado Álvar Núñez Cabeza de Vaca unter den bereits ansässigen Siedlern und Soldaten bald wegen seiner zu indianerfreundlichen Haltung unbeliebt, da er die Besitz- und Verfügungsrechte der spanischen Siedler über ihre eingeborenen Arbeitskräfte beschränken wollte und die kurz zuvor vom Hofe verabschiedeten Leyes Nuevas durchzusetzen versuchte. An mehreren Verschwörungen mit dem Ziel seine Absetzung zu erreichen war unter anderen auch Domingo Martínez de Irala beteiligt. Vor der Ankunft von Alvar Núñez Cabeza de Vaca amtierte gemäß Anordnung von Juan de Ayolas Irala in Ermangelung eines königlich ernannten Gouverneurs  als Interimsleiter der Kolonie. Die Gegner setzten 1544 die Verhaftung des Álvar Núñez Cabeza de Vaca durch, der noch im selben Jahr – zusammen mit Espinosa und anderen loyal zu Cabeza de Vaca stehenden Persönlichkeiten - nach Spanien zurückgeschickt wurden. Als Anklagevertreter reiste der Inspector Alonso Cabreras mit und wurde von diesem wegen angeblicher „Tyrannei“ angeklagt. Cabreras befehligte seinerzeit die Versorgungsschiffe die Pedro de Mendoza den zurückgebliebenen Siedlern am Rio de la Plata bei seiner Rückkehr nach Spanien versprochen hatte. Irala übernahm de facto die Herrschaft in Asunción im Einvernehmen mit der Bürgerschaft, wurde aber vom König zunächst nicht anerkannt, der stattdessen 1547 den Kleinadligen Juan de Sanabria zum Adelantado ernannte. Juan de Salazar y Espinosa erhielt gleichzeitig den Titel eines „Schatzmeisters des Silberflusses“ (Tesorero del Río de la Plata) zugesprochen und sollte den neuen Gouverneur nach Asunción begleiten. Juan de Sanabria starb allerdings vor der Abreise aus Spanien, und Juan de Salazar blieb auf der Rückreise von Spanien verschollen und kam erst Ende 1555 in Asunción an.

### Expedition bis an die Grenzen des Vizekönigreiches Peru
Domingo Martínez de Irala unternahm mehrere Expeditionen in das Chaco-Gebiet und nach Oberperu. So gründete er am 6. Januar 1543 die Stadt Ciudad de los Reyes in der Nähe der Laguna La Gaiba im heutigen Bolivien. Die Siedlung musste aber bald wieder aufgegeben werden. 1548 organisierte er eine aus 350 Spaniern, 3000 Indios des Stammes der Carios sowie 7 Brigantinen und 200 Canoas bestehende Expedition, die das jenseits des Gran Chaco vermutete Silberminengebiet und den Amazonas aufsuchen sollte. Nach erfolgreicher Durchquerung des Chaco mussten die Entdecker jedoch nördlich von Monte San Fernando  bei der Zusammenkunft mit dem Stamme der Makassis erkennen, dass das Gebiet der reichsten Silberminen in Potosí bereits von Peru aus durch Pedro Anzures, einem getreuen Gefolgsmann von Pedro de la Gasca erschlossen wurde. Bei seiner Rückkehr nach Asunción 1549 erfuhr Irala von seiner Absetzung als Gouverneur und der Ernennung Sanabrias. Außerdem musste er sich einer Meuterei von Hauptmann Diego de Abrigo erwehren. Der Aufstand dauerte zwei Jahre und wurde durch eine Doppelhochzeit von 2 Töchtern Iralas mit 2 Vettern von Diego de Abrigo beendet. Erst 1552 erhob Karl V. den faktischen Herrscher Paraguays auch offiziell zum Adelantado der Provinz Río de la Plata, da die Sanabria-Expedition mittlerweile als verloren galt. 1555 überbrachte der erste Bischof von Asunción, Fray Pedro de la Torre, die königliche Urkunde. Zwei Hilferufe, die Juan de Salazar und die ihn begleitende Witwe des verstorbenen Adelantado durch den Dschungel nach Asunción übermitteln ließen, unterstützte Domingo Martinez de Irala. Als die Reste der Sanabria-Expedition Ende 1555 nach langer Odyssee und abenteuerlicher Dschungeldurchquerung doch noch in Asunción eintrafen, ließ Irala sie unbehelligt und vermied auch einen Konflikt mit dem Stadtgründer Espinosa. Schon im Jahr darauf übertrug Irala seine Befugnisse als Gouverneur auf seinen Schwiegersohn Gonzalo de Mendoza, einem Vetter von Pedro de Mendoza. Seine Töchter hatten eine indianische Mutter. Am 3. Oktober 1556 starb er siebzigjährig, betrauert von den Kolonisten und beweint von den Indios, die ebenso seine Autorität und die ausgleichende Gerechtigkeit anerkannten.

## Fazit über das Leben und Erfolge als Gouverneur am Río de la Plata und Paraguay
Domingo Martínez de Irala gilt als fähiger Entdecker und geschickter politischer Taktierer, dem es mehrfach gelang, aus schwierigen Konstellationen unter rivalisierenden Führungspersönlichkeiten als Gewinner hervorzugehen und seine Interessen und Sichtweisen durchzusetzen. Er besaß trotz harter und rücksichtsloser Maßnahmen unter den Kolonisten immer eine bedeutende Anhängerschaft. Konflikten, die ihm gefährlich werden konnten, ging er aus dem Weg und verstand es, sie durch rechtzeitiges Einlenken und eine gewisse Kompromissbereitschaft zu entschärfen. Gleichzeitig bewies er unterlegenen Gegnern und Widersachern gegenüber Entschlossenheit und Durchsetzungsvermögen. Es ist auch das Führungstalent seiner Truppen und wie er sein Herrschaftsbereich organisierte erwähnenswert.
Das politische Geschick Iralas zeigt sich auch in seiner Indianerpolitik, da es ihm gelang, die Führer der als relativ friedfertig geltenden Guaraní-Indianer mehrheitlich für sich zu gewinnen und gleichzeitig die Interessen der Siedler an der Ausbeutung indianischer Arbeitskräfte nicht zu enttäuschen (er führte 1555 ein Repartimiento-System ein). Die durch Blutsbrüderschaften mit Indianerführern besiegelten Bündnisse sowie der Verbindungen der hauptsächlich männlichen Kolonisten mit Indianerinnen förderte und Kinder aus diesen Verbindungen als gleichrangige Erben und Mitbürger akzeptierte, gelten als frühes Beispiel für die Mestizaje. In der lateinamerikanischen Historiographie wurden diese Förderungen oft sehr positiv als weitsichtige Maßnahme beurteilt, da einige indigene Völker sich auf diese Weise an der Weiterentwicklung des Landes beteiligten. Ob Irala tatsächlich als „Vater Paraguays“ und Begründer einer paraguayischen Mischnation betrachtet werden kann oder er schlicht aus der Not heraus handelte, ist nicht ohne Weiteres zu beantworten. In jedem Fall sicherte nicht zuletzt das relativ gute Verhältnis der Spanier zu den Guaraní das Überleben der Kolonie nachhaltig.  Daher ging auch später der Aufstand gegen Spanien nicht von den Indigenen aus, sondern von den Kreolen, die dem Mutterland  gegenüber ihre selbst erkämpften oder übernommenen Rechte, abgeleitet von den Leyes Nuevos verteidigten. Allerdings stieß diese Politik auf strikte Ablehnung beim spanischen Hof und den Kolonialbehörden, die von strengen Moralvorstellungen sowie dem Protorassismus der damals in Spanien herrschenden Blutreinheitsideologie geprägt waren.

## Ehrungen
Irala, ein Vorort im heutigen Großraum von Buenos Aires, ist nach ihm benannt. Darüber hinaus tragen viele Straßen in Argentinien und Paraguay seinen Namen.